# Lážovice
Lážovice település Csehországban, a Berouni járásban. Lážovice Všeradice, Osov, Neumětely, Skřipel, Vižina és Libomyšl településekkel határos. Lakosainak száma 115 fő (2024. január 1.).

## Népesség
A település lakosságának változását az alábbi diagram mutatja:
| Lakosok száma | 333  | 302  | 297  | 237  | 120  | 78   | 107  | 108  | 106  | 115  |
|               | 1869 | 1890 | 1921 | 1950 | 1980 | 2001 | 2017 | 2019 | 2022 | 2024 |